# Verbena plicata
Verbena plicata — вид рослин родини Вербенові (Verbenaceae), поширений у Мексиці й на півдні США.

## Опис
Багаторічна рослина, від стрижневого кореня. Стебла прямостійні, густо запушені з численними залозистими і згущеними волосками. Листки прості, протилежні, щільно запушені, явно сіткові; пластини яйцеподібні; крайки лопатеві й простягаються вздовж черешка до осі. Суцвіття — кінцевий колос з ланцетним приквітком до кожної квітки; приквітки довші від чашечки. Чашолистків 5, об'єднані, залозисто-запушені, довжиною ≈ 4 мм. Пелюстків 5, злегка зигоморфні (мають тільки одну площину симетрії), сині, ззовні запушені. Тичинок 4, включені в трубку віночка. Плоди: 4-дольні, горіхоподібні структури.

## Поширення
Поширений у Мексиці й на півдні США (Оклахома, Нью-Мексико, Техас, Аризона).